# 我老婆係賭聖
《我老婆係賭聖》，为2008年王晶执导的一部香港喜剧电影。
故事圍繞身手不凡卻行事風趣的周姐輪（張家輝 飾），與神秘性感、賭術高超的女子龍盈盈／狄娜（孟瑤 飾）之間的戀情與冒險展開。龍盈盈表面上是普通女子，實則是傳奇賭王龍天九（王晶 飾）的妹妹，從小學得一身絕技。周姐輪因緣際會捲入一場豪賭風波，與盈盈聯手對抗賭壇勢力，包括亞洲賭王（李道瑜 飾）與黑道份子。過程中笑料百出，也揭露人性的貪婪與真誠。該片融合愛情、動作與賭博元素，並以輕鬆搞笑的方式，延續港產賭片的經典風格。

## 演員表
| 演員   | 角色                               |
| ------ | ---------------------------------- |
| 張家輝 | 周姐輪                             |
| 孟瑤   | 龍盈盈/狄娜(娜娜) 粵語配音：何錦華 |
| 張達明 | 伊新青                             |
| 梁敏儀 | Mimi, 伊新青女友                   |
| 張啟樂 | 古住枝                             |
| 莊思敏 | Kiki, 古住枝女友                   |
| 王晶   | 龍天九, 龍盈盈/狄娜(娜娜)之哥哥    |
| 陳國坤 | 仇曼聯                             |
| 趙彤   | 蚊蚊                               |
| 彭敬慈 | 亨利                               |
| 釋延能 | 飛龍                               |
| 吳志雄 | 黑社會大佬                         |
| 李道瑜 | 亞洲賭王                           |

## 外部連結
- 開眼電影網上《我老婆係賭聖》的資料（繁體中文）
- 香港影庫上《我老婆係賭聖》的資料（繁體中文）
- 豆瓣电影上《我老婆係賭聖》的資料 （简体中文）
- 时光网上《我老婆係賭聖》的資料（简体中文）
- AllMovie上《我老婆係賭聖》的资料（英文）
- 爛番茄上《我老婆係賭聖》的資料（英文）
- 互联网电影数据库（IMDb）上《我老婆係賭聖》的资料（英文）